# Nintendo TVii
Nintendo TVii fue una plataforma de entretenimiento que se incluyó en la consola Wii U. Este servicio permitía explorar la programación de diferentes proveedores tanto de televisión por cable, como de video bajo demanda o streaming, para poder verlos posteriormente a través de la consola. El uso de este servicio era gratuito, aunque se tenía que estar suscrito a algún sistema de cable o video bajo demanda.

## Características
Nintendo TVii permitió al usuario navegar entre los programas de televisión y seleccionar que proveedor de servicio utilizar para ver un determinado programa. Además de permitir ver contenido del proveedor de sistema de cable del usuario, también se podía acceder a diversas plataformas de video como Netflix, Hulu, Amazon Prime, entre otras. Nintendo TVii contó con soporte para TiVo, y permitió al usuario configurar y grabar programas mediante este sistema mediante Wii U.
Gracias al GamePad usar el televisor era mucho más fácil y permitía crear perfiles múltiples además de compartir las recomendaciones a través de redes sociales como Twitter, Facebook y Miiverse; además se incluía información complementaria de sitios como IMDb y Wikipedia.

## Disponibilidad
Nintendo TVii estuvo disponible desde el 20 de diciembre de 2012 en Estados Unidos y Canadá, y desde el 8 de diciembre en Japón. No obstante, Nintendo anunció que estaba explorando la posibilidad de expandir el servicio a otros países de América.
Aunque en un principio también estuvo anunciado, en febrero de 2015 Nintendo anunció la cancelación del servicio Nintendo TVii en Europa y Australia, citando como motivo "la extrema complejidad del proceso de localización de múltiples servicios televisivos en diversos países, que a su vez cuentan con diversos sistemas regulatorios"
En julio de 2015 Nintendo anunció que Nintendo TVii cerraría el 11 de agosto.